# Jagdgeschwader 400
Jagdgeschwader 400 (JG 400) foi uma jagdgeschwader (asa de combate) da Luftwaffe durante a Segunda Guerra Mundial. Criada a 1 de Fevereiro de 1944, esta asa pilotou apenas aeronaves Messerschmitt Me 163 Komet, tornando-a única entre todas as outras.
O Major Wolfgang Späte, da JG 54, foi transferido para esta asa para se tornar comandante da mesma.
A primeira interceptação desta asa ocorreu no dia 28 de Julho de 1944; nenhum bombardeiro foi abatido, devido à alta velocidade de aproximação, a qual os pilotos ainda não estavam habituados. 
Devido à velocidade de subida do Me 163, a Luftwaffe pretendeu estabelecer Staffeln individuais em pontos estratégicos da Alemanha para interceptar os bombardeiros aliados. Original estacionados em Velno, nos Países Baixos, a JG 400 foi transferida para Brandis, perto de Leipzig, na Alemanha.